# Dave - președinte pentru o zi
Dave - președinte pentru o zi (în engleză Dave) este un film american de comedie, politic, din 1993, regizat de Ivan Reitman, scris de Gary Ross și cu Kevin Kline și Sigourney Weaver în rolurile principale. Frank Langella, Kevin Dunn, Ving Rhames, Charles Grodin și Ben Kingsley apar în roluri secundare.

## Distribuție
- Kevin Kline - Dave Kovic/President William Harrison Mitchell
- Sigourney Weaver - Ellen Mitchell
- Frank Langella - Bob Alexander
- Kevin Dunn - Alan Reed
- Ving Rhames - Duane Stevensen
- Ben Kingsley - Vice President Gary Nance
- Charles Grodin - Murray Blum
- Faith Prince - Alice
- Laura Linney - Randi
- Tom Dugan - Jerry
- Stephen Root - Don Durenberger
- Ralph Manza - White House Barber
- Bonnie Hunt - White House Tour Guide
- Anna Deavere Smith - Mrs. Travis
- Charles Hallahan - Policeman
- Stefan Gierasch - House Majority Leader}}

### Roluri cameo
Politicieni
- Senator Christopher Dodd
- Senator Tom Harkin
- Senator Howard Metzenbaum
- Judge Abner J. Mikva
- Speaker of the House Tip O'Neill
- Senator Paul Simon
- Senator Alan K. Simpson

Personalități mass-media
- Fred Barnes
- Eleanor Clift
- Bernard Kalb
- Larry King
- Michael Kinsley
- Morton Kondracke
- Jay Leno
- Frank Mankiewicz
- Chris Matthews
- John McLaughlin
- Robert D. Novak
- Richard Reeves
- Arnold Schwarzenegger
- Ben Stein
- Oliver Stone
- Kathleen Sullivan
- Jeff Tackett
- Helen Thomas
- Nina Totenberg
- Sander Vanocur
- John Yang